# 키프로스 항공
키프로스 항공(영어: Cyprus Airways, 그리스어: Κυπριακές Αερογραμμές)은 키프로스의 국책 항공사로, 라르나카 국제공항을 허브 공항으로 하고 있다.